# Battaglia di Yanagare
La battaglia di Yanagare (八流の戦い?, Yanagare no tatakai) venne combattuta nel 1569 nell'isola di Shikoku.
Dopo la sconfitta definitiva del clan Motoyama nel 1563, il clan Chōsokabe governava la parte centrale della provincia di Tosa, mentre la famiglia Aki la parte orientale. Nel 1563 gli Aki, approfittando dell'impegno dei Chōsokabe, assediarono il castello di Oko, che era governato dai Fukutome, i quali resistettero all'assedio fino alla stipula di pace mediata da Ichijō Kanesada.
Nel 1569 la tensione tra le famiglie era ancora alta, e verso luglio 3 000 uomini dei Fukutome, assieme ad altri 4 000 guidati da Chōsokabe Motochika, invasero le terre degli Aki. Divisero le forze in due gruppi, uno attaccò dal mare e l'altro da terra, costringendo gli Aki, forti di 5 000 soldati, a rifugiarsi nel proprio castello dove vennero messi sotto assedio. L'assedio perdurò, e i 3 000 soldati Aki rimasti nel castello vennero affamati e costretti alla resa. L'aiuto del clan Ichijō, che doveva sollevare l'assedio, non arrivò in tempo.
Aki Kunitora, ultima guida del clan Aki, commise seppuku l'11 agosto 1569. Dopo questa vittoria nella provincia di Tosa rimanevano solo gli Ichijō nella parte occidentale a contrastare il potere dei Chōsokabe.